# Saint-Lumine-de-Coutais
Saint-Lumine-de-Coutais är en kommun i departementet Loire-Atlantique i regionen Pays de la Loire i nordvästra Frankrike. Kommunen ligger i kantonen Saint-Philbert-de-Grand-Lieu som tillhör arrondissementet Nantes. År 2022 hade Saint-Lumine-de-Coutais 2 390 invånare.

## Befolkningsutveckling
Antalet invånare i kommunen Saint-Lumine-de-Coutais
| Referens: INSEE |